# 崁腳福祐清宮
22°58′27″N 120°14′37″E / 22.974263°N 120.243504°E

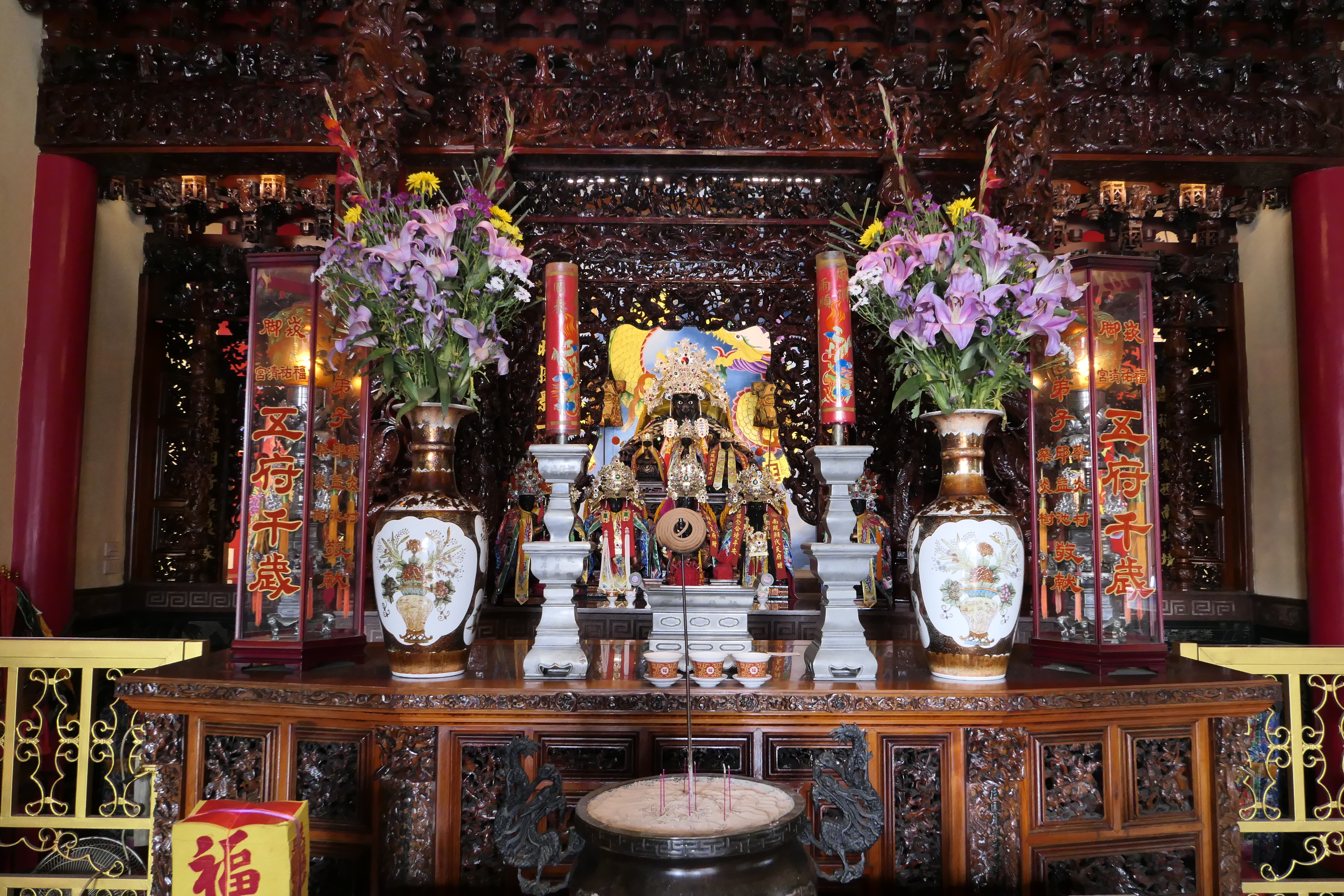
正殿

崁腳福祐清宮位於臺灣臺南市仁德區，是崁腳的庄廟。該廟現為主祀五府千歲的廟宇，原是土地公廟。

## 沿革

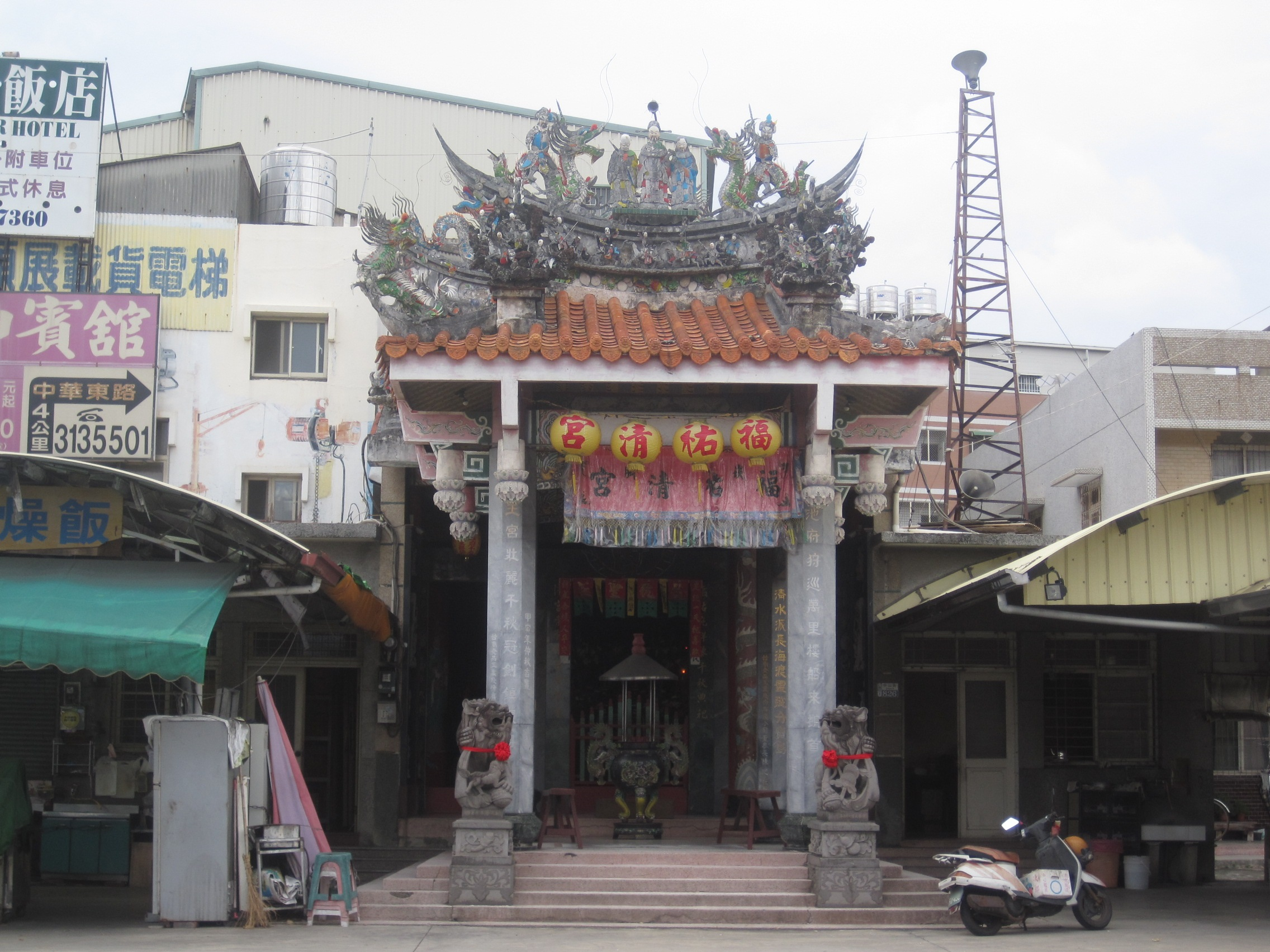
2015年的崁腳福祐清宮。

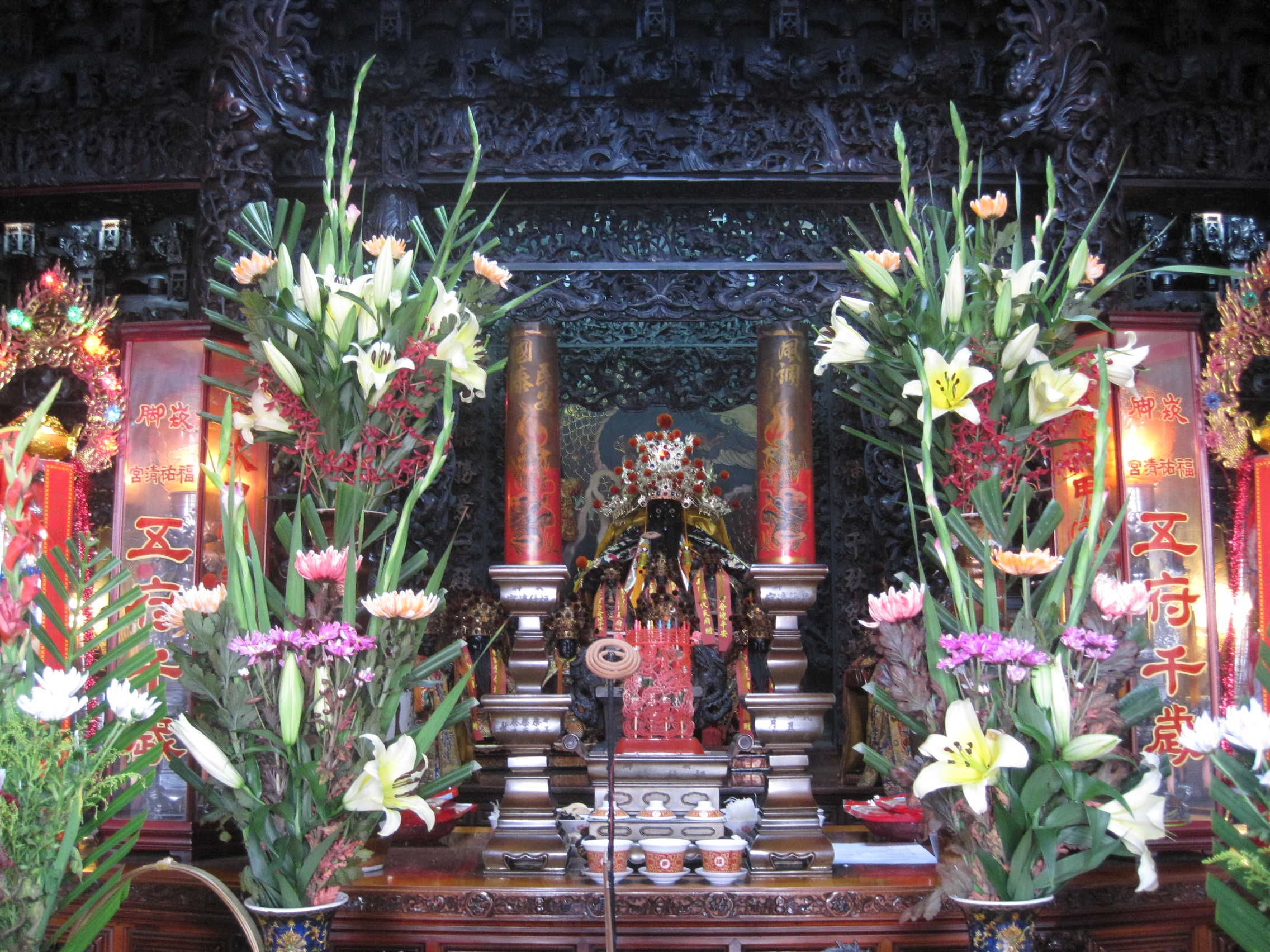
2015年時的正殿

福祐清宮的創建年代不明，原是土地公廟。乾隆年間重修，改稱「老爺廟」，主祀福德正神，另外供奉有中壇元帥、註生娘娘。嘉慶八年（1803年），當地耆老黃標枝集資重修，並將廟名改為「福祐清宮」。之後一段時間，福祐清宮並沒有重修記錄。
日治時期明治四十四年（1911年），福祐清宮重修，並舉行建醮。過去地方上有俗諺「崁腳無醮，王牛稠無廟」，因此次建醮而不再符合實情。另外此次重修還從南鯤鯓代天府迎來池府千歲，並改將池府千歲奉為主神。但到了日治末期，因崁腳的人口外移，福祐清宮一度無人管理而破損不堪，因而有諺語「崁腳老大隱龜龜，有廟底無廟身（蓋）」。
二次大戰後，福祐清宮於民國63年（1974年），有蔡金木等人集資重建廟宇，新廟位置（即今址）在舊廟南邊約10公尺處。而這次重建廟宇，廟方再從南鯤鯓代天府分香，增奉為五府千歲。2016年左右福祐清宮再次重修，於2017年1月1日舉行入火安座大典。

## 祀神
福祐清宮除供奉五府千歲外，還供奉觀世音菩薩、中壇元帥、清水祖師、臨水夫人、福德正神、註生娘娘等神明。